# Градобор
Градобор (грч. Πεντάλοφος, Пендалофос) је насељено место у општини Даутбал у периферији Средишња Македонија, Грчка. Према попису из 2021. године био је 1.871 становник.
Према бугарском географу и историчару, Василу Канчову, у Градобору је 1900. године живело 800 Словена хришћана. Македонски историчар Тодор Симовски, 1998. године наводи да је Градобор словенско насеље.